# Tim Walz
Pour les articles homonymes, voir Walz.
Timothy James Walz, dit Tim Walz (nom prononcé en anglais : /wɔːlz/), né le 6 avril 1964 à West Point (Nebraska), est un enseignant et homme politique américain, membre du Parti démocrate-paysan-ouvrier du Minnesota, branche locale du Parti démocrate.
Tim Walz grandit à Valentine, une petite ville du Nebraska. Il s'engage en 1981 dans la Garde nationale américaine puis, après avoir obtenu un diplôme du Chadron State College en 1989, il devient enseignant.
C'est dans son cadre professionnel qu'il rencontre en 1994 Gwen Whipple, également enseignante, avec qui il a deux enfants. En 1996, Tim Walz s'implante dans le Minnesota, l'État natal de son épouse. Il y poursuit ses deux activités professionnelles, dans la Garde nationale et dans l'éducation.
En 2004, Tim Walz s'engage en politique dans la campagne de John Kerry. Deux ans plus tard, il est élu à la Chambre des représentants des États-Unis face au représentant républicain sortant. Représentant le 1er district congressionnel du Minnesota, majoritairement rural, il est alors considéré comme un élu démocrate plutôt modéré. Il est réélu à cinq reprises à ce poste.
En 2017, il annonce se porter candidat pour devenir gouverneur du Minnesota. Après avoir remporté la primaire démocrate, il est élu gouverneur en 2018 face au républicain Jeff Johnson. Il met en place des politiques progressistes et est réélu en 2022.
Il est le candidat démocrate à la vice-présidence pour l'élection présidentielle de 2024, en tant que colistier de Kamala Harris. Le ticket est devancé par celui de Donald Trump et J. D. Vance.

## Biographie

### Jeunesse et vie privée

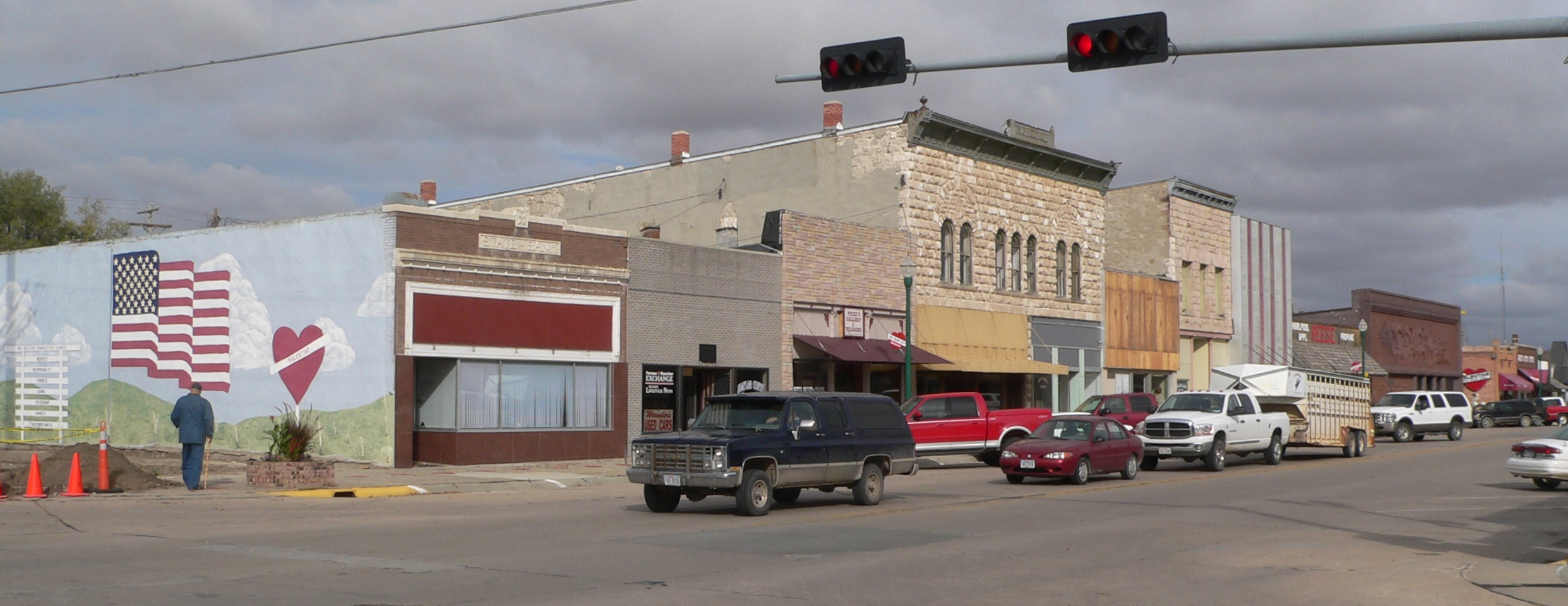
Tim Walz grandit à Valentine (Nebraska).

Timothy James Walz naît à West Point dans le Nebraska. Sa mère, Darlene Rose Reiman, est femme au foyer et son père, James Frederick Walz, travaille dans l'éducation,. Il a des origines allemandes, suédoises, irlandaises et luxembourgeoises.
Il grandit principalement à Valentine, dans la région des Sand Hills, où son père est directeur d'école. Sa famille déménage à Butte lorsque son père tombe malade, au cours de sa deuxième année de high school. Il sort diplômé de la high school de Butte en 1982. Son père décède peu après d'un cancer, alors que Tim Walz a 19 ans,.

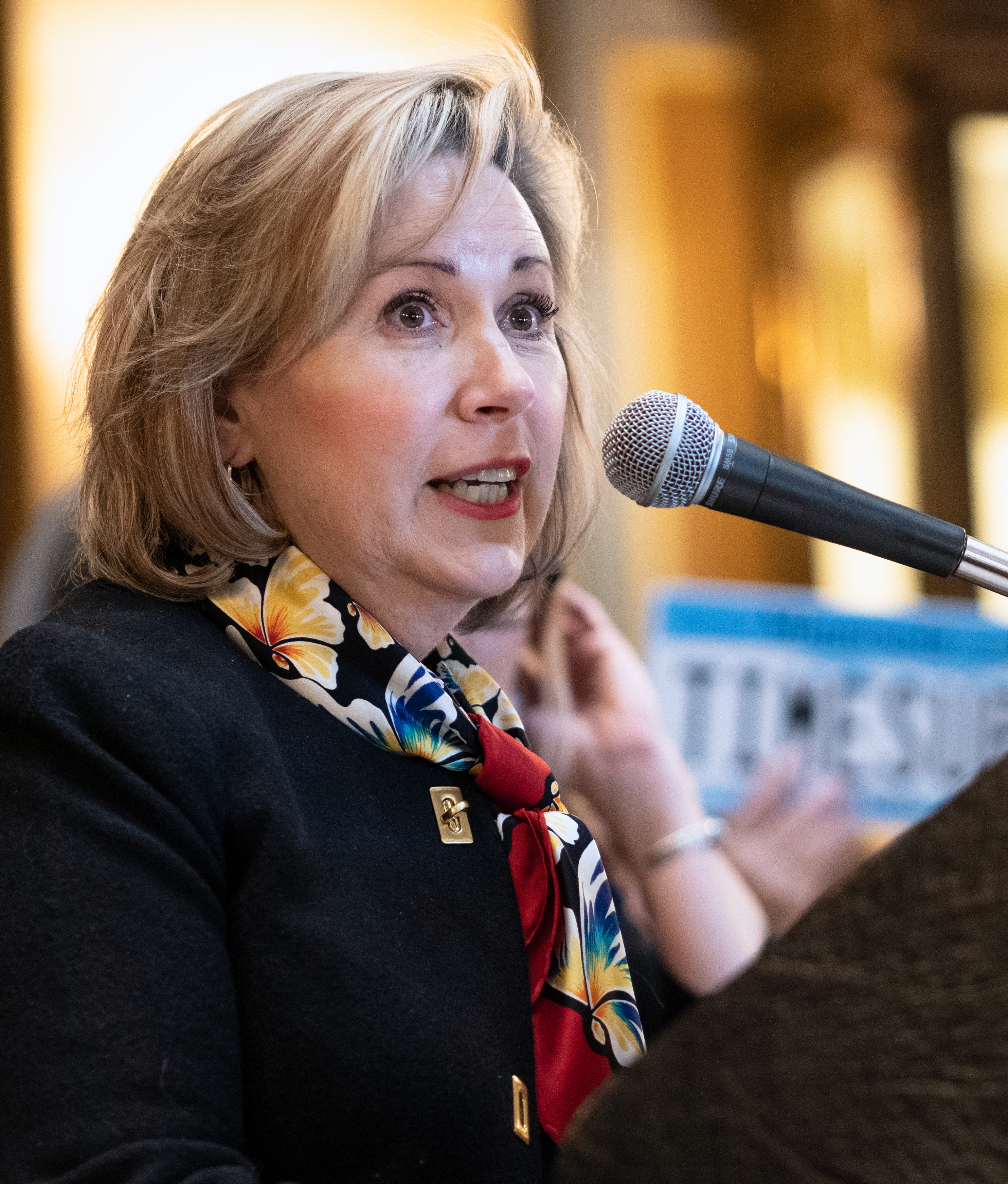
Gwen Walz, épouse de Tim Walz, 2019.

Tim Walz rencontre sa future épouse Gwen Whipple en 1994, alors qu'ils sont tous les deux enseignants à Alliance. Ils ont ensemble deux enfants, Hope (2001) et Gus (2006), nés grâce à la procréation médicalement assistée,.
Élevé par des parents catholiques selon la doctrine sociale de l'Église, Tim Walz est lui-même luthérien. Sa paroisse à Saint Paul est affiliée à l'Église évangélique luthérienne en Amérique.
En septembre 1995, Tim Walz est arrêté pour excès de vitesse et conduite sous influence de l'alcool dans le comté de Dawes. Si les poursuites pour conduite sous influence sont abandonnées, il plaide coupable de conduite imprudente et reçoit une amende de 200 dollars. Depuis cet épisode, il ne consomme plus d'alcool.

### Formation et carrière professionnelle

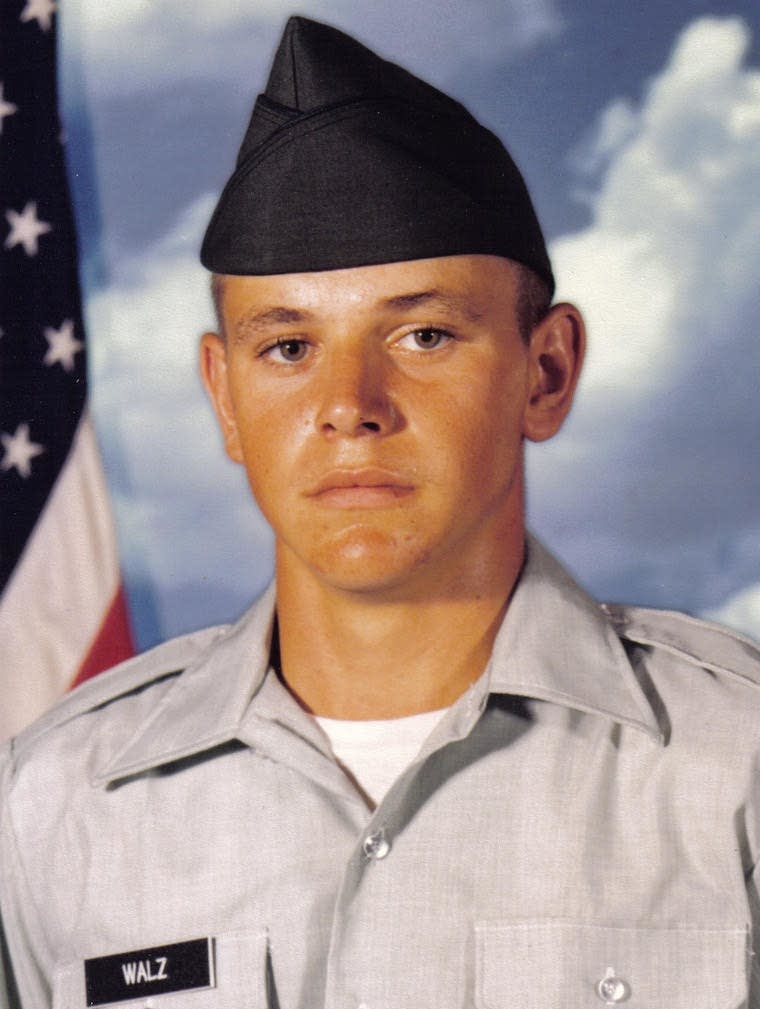
Tim Walz lors de son intégration à la Garde nationale en 1981.

En 1981, à l'âge de 17 ans, Tim Walz s'engage dans la Garde nationale du Nebraska (précisément dans l'Army National Guard).
Après le décès de son père, il travaille dans l'industrie — notamment en Arkansas — puis étudie l'éducation au Chadron State College. Il est diplômé d'un Bachelor of Science en sciences sociales de cette université en 1989,. Il passe l'année suivante en Chine, dans la province du Guangdong, où il est professeur dans le cadre d'un programme de l'université Harvard. Il donne ensuite des cours dans la réserve indienne de Pine Ridge. De retour au Nebraska en 1990, il est enseignant et coach de basketball et football américain dans la ville d'Alliance. Il fonde par ailleurs Educational Travel Adventures, une société organisant des voyages en Chine pour les lycéens.
En 1996, il s'installe à Mankato dans le Minnesota, État d'où est originaire son épouse. Il rejoint alors la Garde nationale du Minnesota. À Mankato, il est professeur de géographie et coach de l'équipe de football américain à la West High School. Il est l'encadrant de la première alliance gay-hétéro de l'école en 1999. En 2001, il obtient une maîtrise ès sciences en leadership éducatif à l'université d'État du Minnesota,,.
En 2005, avant de se lancer en politique, il prend sa retraite de la Garde nationale, après 24 années dans ses rangs et avec le grade de sergent-major. Durant ses années au sein de la Garde nationale, Tim Walz ne participe à aucun conflit armé. Il est toutefois déployé en Italie en 2003, en soutien aux forces engagées dans la guerre d'Afghanistan. Il participe également à des entraînements communs de l'OTAN et à des opérations de secours à la suite de catastrophes naturelles.

### Représentant des États-Unis

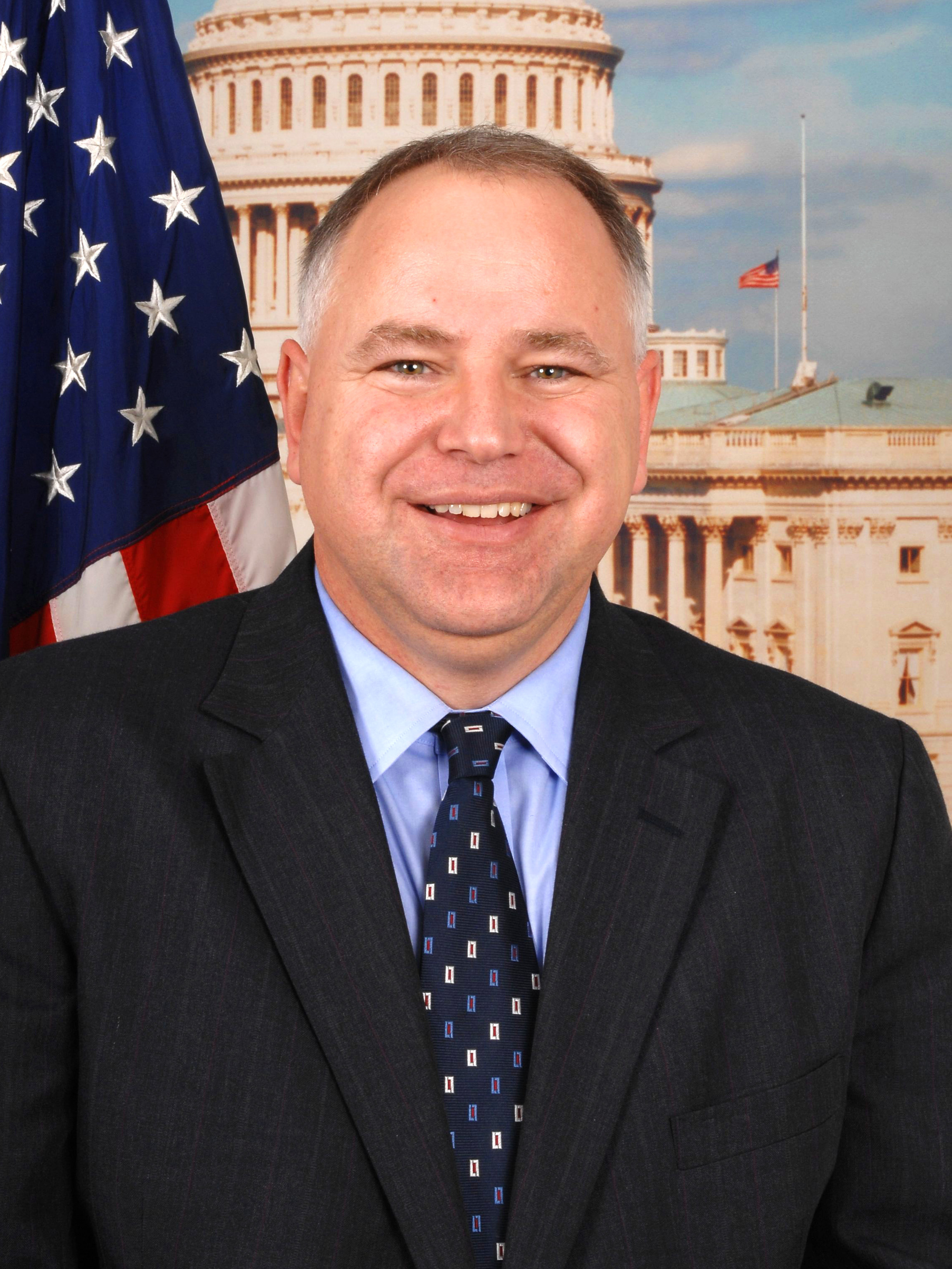
Portrait de Tim Walz au Congrès en 2006.

En 2004, Tim Walz accompagne des élèves à une réunion publique de George W. Bush à Mankato, pour leur montrer la politique de plus près. Le groupe n'est toutefois pas autorisé à entrer, car l'un des élèves arbore un autocollant John Kerry sur son portefeuille. Selon Tim Walz, cet incident l'a encouragé à s'impliquer dans la campagne de John Kerry en vue de l'élection présidentielle de 2004,. Il devient ainsi coordinateur de comté de la campagne présidentielle et coordinateur de district pour Vets for Kerry (« Anciens combattants pour Kerry »).
Dans la poursuite de cet engagement, il se présente en 2006 à la Chambre des représentants des États-Unis dans le 1er district du Minnesota, une circonscription rurale du sud de l'État qui tend vers les républicains. Dans un contexte national défavorable au président George W. Bush, Tim Walz bat le républicain sortant Gil Gutknecht en l'attaquant pour son soutien à Bush et à la guerre d'Irak. Il rassemble 52,7 % des voix contre 47,1 % pour Gutknecht. Il devient alors le plus haut gradé de la Garde nationale à être élu au Congrès.
Tim Walz est réélu avec 62,5 % des suffrages en 2008. Lors de la vague républicaine de 2010, il remporte 49,3 % des voix devant le républicain Randy Demmer à 44 %. Il est réélu par 57,5 % des électeurs en 2012 et 54,2 % en 2014. En 2016, Tim Walz n'est réélu qu'avec 3 000 voix d'avance sur Jim Hagedorn — son adversaire de 2014 — sur un total de 318 000 bulletins. S'il n'était considéré comme vulnérable par aucun des deux grands partis américains, sa réélection a été compliquée par la large victoire de Donald Trump dans le district, avec 16 points d'avance sur Hillary Clinton.

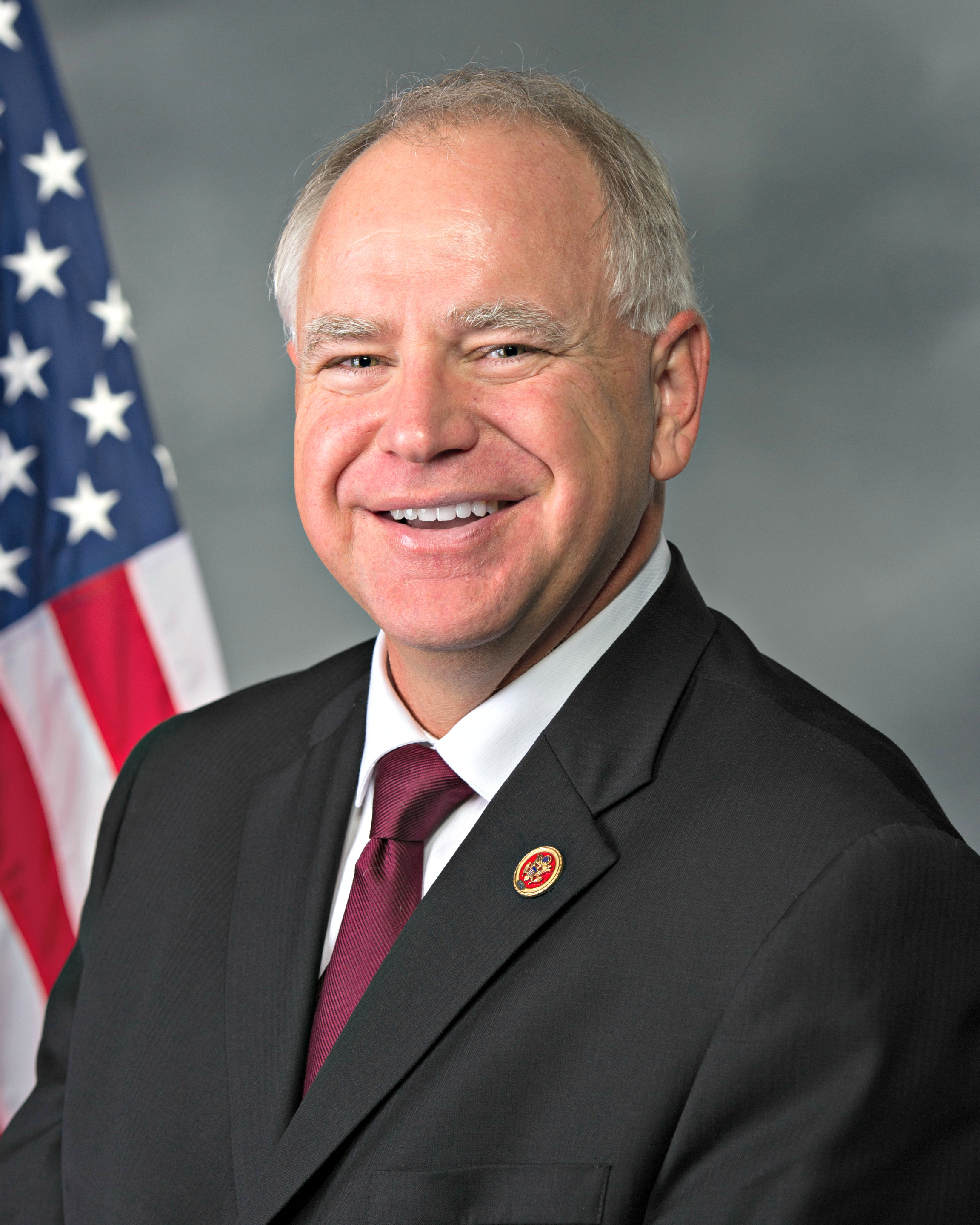
Portrait officiel de Tim Walz en 2013.

À la Chambre des représentants, Tim Walz est d'abord assigné à la commission de l'agriculture et à la commission des transports. Il reçoit par ailleurs une dérogation pour obtenir un troisième siège, au sein de la commission des anciens combattants,. Il est reconnu pour son travail transpartisan sur les questions liées aux vétérans,. Il participe notamment à l'écriture de la G.I. Bill post-11 septembre, finançant les études des anciens combattants, et à l'abrogation du Don't ask, don't tell, qui interdisait aux militaires d'être ouvertement homosexuels,.
En novembre 2014, il cherche à devenir le démocrate le mieux placé (ranking member) au sein de la commission des anciens combattants. Bien que soutenu par des associations d'anciens combattants et le sortant Mike Michaud, la hiérarchie démocrate lui préfère Corrine Brown, en raison de l'ancienneté de cette dernière au sein de la commission et du caractère dérogatoire de la présence de Tim Walz au sein de cette même commission. L'année suivante, il quitte sa position au sein de la commission des transports pour rejoindre la commission des forces armées ; il reste toutefois membre de la commission de l'agriculture. En janvier 2017, il est finalement désigné ranking member démocrate de la commission des anciens combattants pour le 117e congrès.
En tant que membre du Congrès, en 2016, il rencontre le dalaï-lama et invite le chef du gouvernement tibétain en exil, Lobsang Sangay. La même année, il rencontre le militant pro-démocratie de Hong Kong Joshua Wong. 
Selon Congressional Quarterly, au cours de ses six mandats, Tim Walz vote 91 % du temps avec le reste de ses collègues démocrates.

### Gouverneur du Minnesota

#### Premier mandat

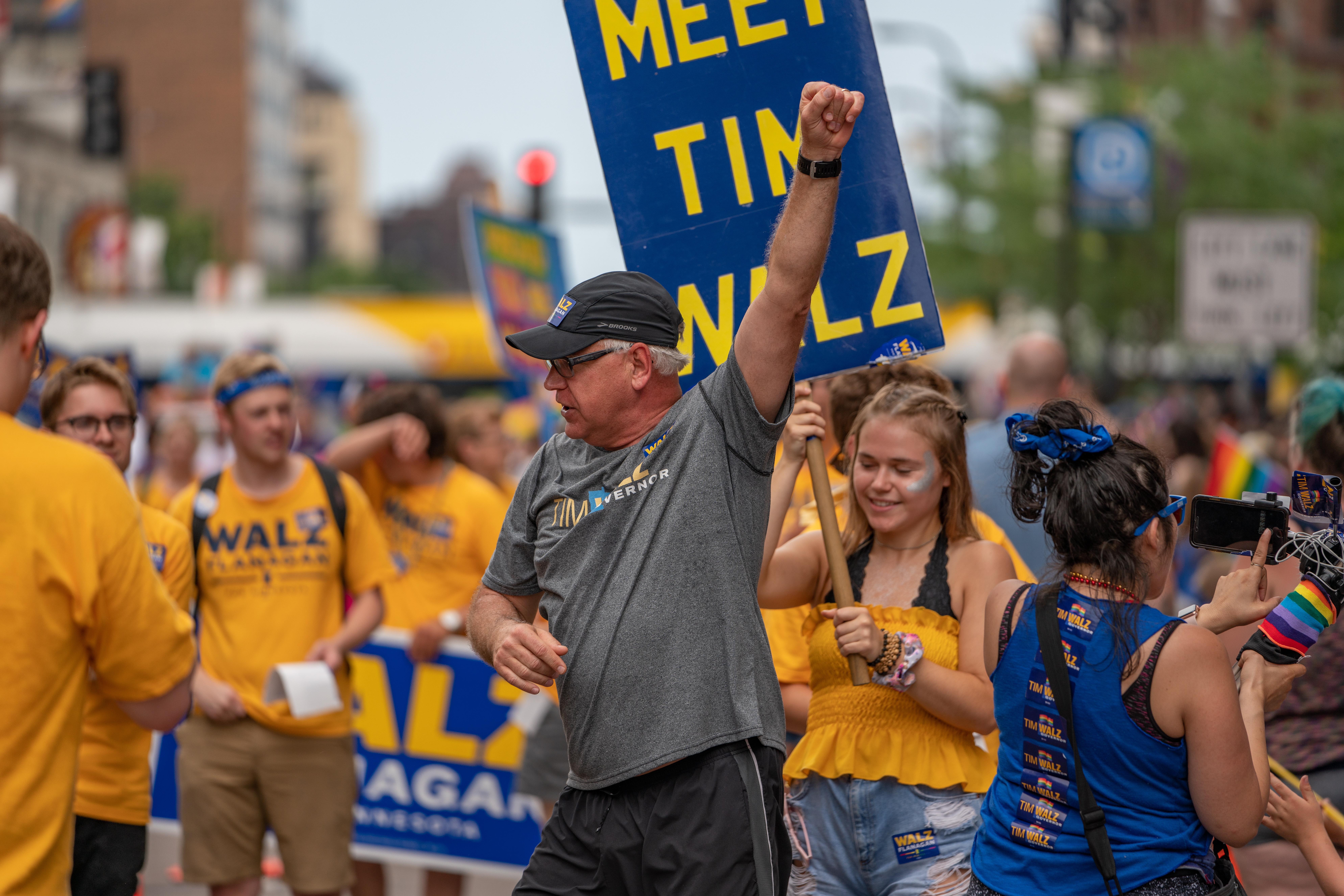
Tim Walz en campagne au printemps 2018.

En mars 2017, Tim Walz annonce sa candidature au poste de gouverneur du Minnesota, alors que le démocrate sortant Mark Dayton ne se représente pas. En octobre 2017, il choisit la représentante d'État Peggy Flanagan — élue du comté de Hennepin — comme colistière. Les deux élus sont amis depuis 2002, lorsqu'ils se sont rencontrés lors du programme Wellstone Action, qui forme des candidats et activistes progressistes.
En février 2018, le DFL réuni en convention vote pour soutenir Erin Murphy, représentante d'État pour Saint Paul, au poste de gouverneur. Tim Walz choisit de maintenir sa candidature en vue des primaires démocrates du mois d'août. Pendant la campagne des primaires, il se présente comme le candidat modéré qui peut remporter l'élection face à l'ancien gouverneur républicain Tim Pawlenty. Il remporte la primaire démocrate avec environ 42 % des voix, devant Erin Murphy (32 %) et la procureure générale de l'État Lori Swanson (24 %). En novembre, il affronte le conseiller du comté de Hennepin Jeff Johnson, tombeur surprise de Tim Pawlenty dans la primaire républicaine.

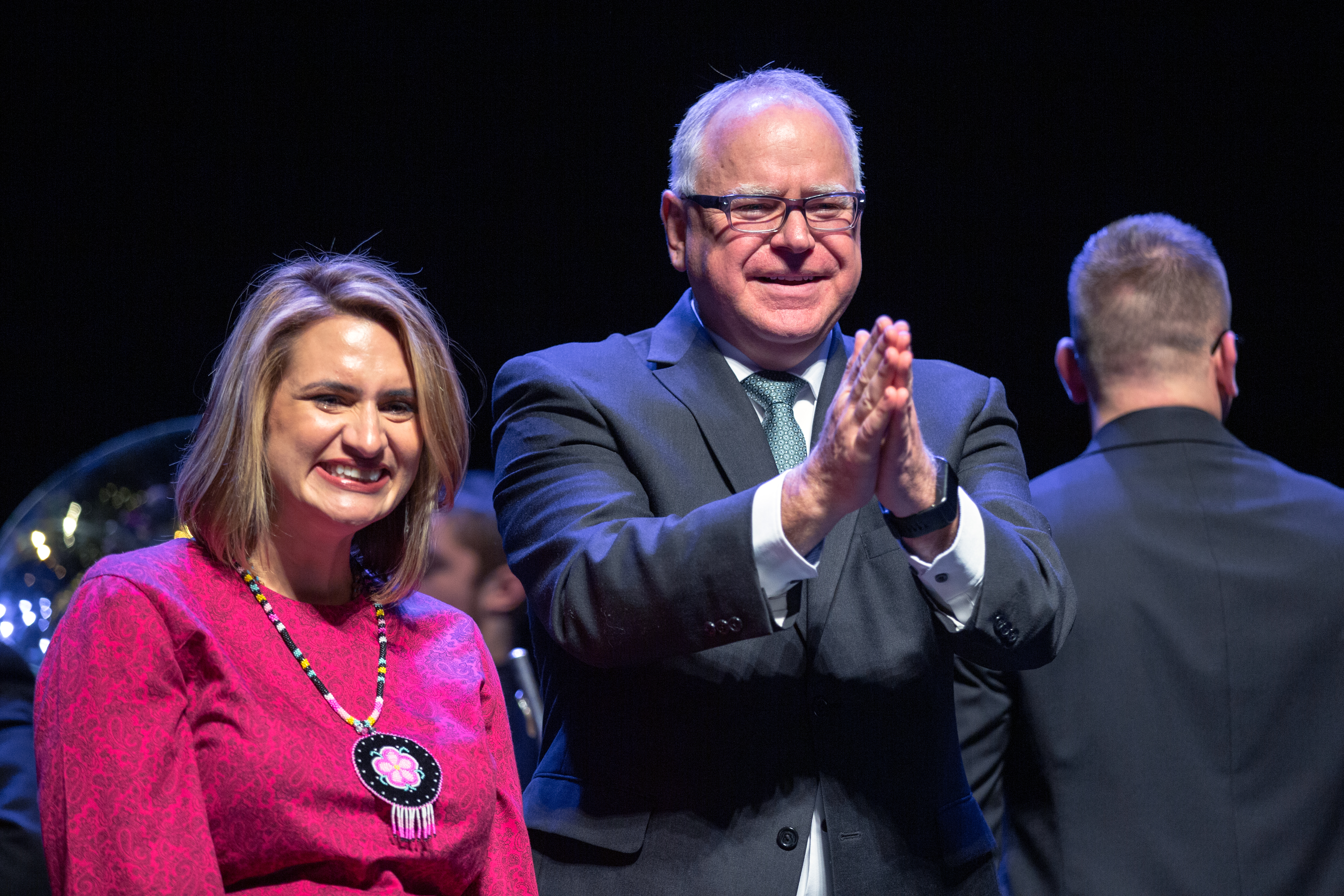
Peggy Flanagan et Tim Walz lors de leur cérémonie d'investiture en janvier 2019.

Tim Walz est élu gouverneur en remportant l'élection générale avec près de 54 % des suffrages contre 42 % pour Jeff Johnson, notamment grâce à ses bons résultats dans l'agglomération de Minneapolis-Saint Paul et dans l'Iron Range. Il est le premier gouverneur depuis 40 ans à ne pas être élu de l'agglomération de Minneapolis-Saint Paul.
Durant son premier mandat, la Chambre des représentants du Minnesota est à majorité démocrate mais le Sénat du Minnesota à majorité républicaine, ce qui nécessite de trouver des compromis transpartisans, notamment pour voter le budget biannuel.
En mai 2020, à la suite du meurtre de George Floyd, des émeutes éclatent à Minneapolis. Tim Walz est alors critiqué pour son manque de réactivité, n'appelant les troupes de la Garde nationale — environ 700 personnes — qu'après trois jours d'émeutes,. Face à ces critiques, il indique avoir voulu laisser les maires et les polices locales agir, sans envenimer la situation, mais avoir dû se résoudre à l'envoi de la Garde nationale face à l'aggravation de la situation. Ces événements impactent négativement sa popularité.

#### Deuxième mandat
Tim Walz est candidat à un second mandat en 2022. En août 2022, il remporte facilement la primaire démocrate avec plus de 96 % des voix, devant un candidat peu connu. En novembre, il est réélu gouverneur avec 7,7 points d'avance sur le républicain Scott Jensen. Son résultat, en retrait par rapport à 2018, s'explique notamment par un contexte moins favorable d'élections de mi-mandat de Joe Biden, marqué par une forte inflation. Géographiquement, Tim Walz améliore ses résultats dans les banlieues mais perd des voix dans les zones rurales.
Lors de ces élections, le Parti démocrate remporte le Sénat du Minnesota — d'un siège — et détient désormais le poste de gouverneur et les deux chambres de la législature d'État du Minnesota, pour la première fois depuis 2014. Cette situation permet la mise en place de nombreuses mesures progressistes, l'État du Minnesota devenant un modèle pour la gauche à l'échelle nationale. La session parlementaire qui suit devient en effet l'une des plus productives depuis des décennies.

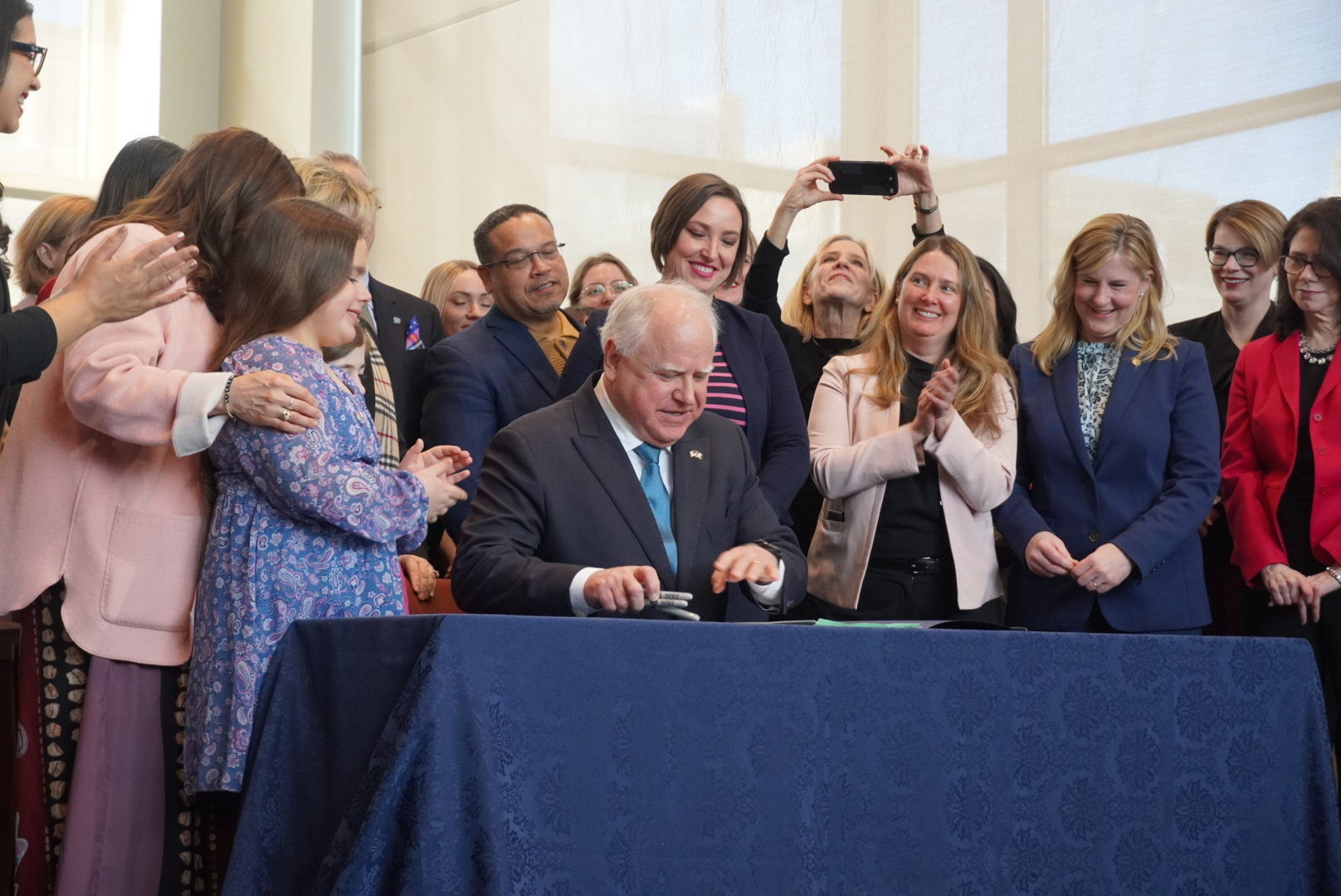
Tim Walz signant une loi garantissant le droit à l'avortement en janvier 2023.

En janvier 2023, en réaction à l'arrêt Dobbs revenant sur le droit constitutionnel à l'avortement, Tim Walz signe une loi garantissant le droit à l'avortement au Minnesota. Au cours du mois de mars, le Minnesota devient le quatrième État américain à adopter la gratuité des repas pour l'ensemble de ses élèves, petit-déjeuner compris. Mise en place à partir de la rentrée de septembre 2023, la réforme rencontre un important succès mais se révèle plus coûteuse que prévu. En mai 2023, il promulgue une loi mettant en place jusqu'à 20 semaines de congés parentaux ou maladie à l'échelle de l'État à partir de 2026, financées par une taxe partagée entre les employeurs et les salariés. Le même mois, il signe une loi légalisant la consommation de cannabis pour les adultes de plus de 21 ans et une loi de sécurité publique renforçant notamment le contrôle des armes à feu, en permettant à un juge d'interdire le port d'armes à une personne dangereuse pour elle-même ou les autres et en étendant l'obligation de contrôle des antécédents lors d'un achat d'arme. Toujours au printemps 2023, il signe deux lois en faveur du droit de vote, instaurant l'inscription automatique des 16 et 17 ans sur les listes électorales et rétablissant le droit de vote pour 60 000 anciens condamnés dès la fin de leur peine (et non plus après une période de probation d'un an).
Fin 2023, il est désigné à la tête de l'association des gouverneurs démocrates (en).

### Candidat démocrate à la vice-présidence en 2024

Logo de la campagne présidentielle de Kamala Harris de 2024.

Le 6 août 2024, après le désistement du président sortant Joe Biden en faveur de la vice-présidente Kamala Harris, celle-ci annonce qu'elle choisit Tim Walz comme colistier en tant que candidat démocrate à la vice-présidence pour l'élection présidentielle américaine de 2024,. Son nom revenait régulièrement pour le ticket avec Josh Shapiro, Pete Buttigieg, Andy Beshear et Mark Kelly,. Ils participent le même jour à leur premier meeting électoral commun à Philadelphie, en Pennsylvanie. Il est officiellement investi candidat lors de la Convention nationale, durant laquelle il prononce son discours d'acceptation le 21 août 2024 au United Center à Chicago,.
Le 1er octobre 2024, Walz est confronté au républicain J. D. Vance, sénateur de l'Ohio et colistier de l'ancien président Donald Trump, durant un débat télévisé à New York (État de New York), sur la chaîne CBS News. Le débat est jugé courtois, poli et globalement cordial. Alors que Tim Walz apparaît plus nerveux avec des réponses parfois déconcertantes, l'essentiel de la presse américaine juge que le débat a nettement tourné en faveur du candidat républicain.

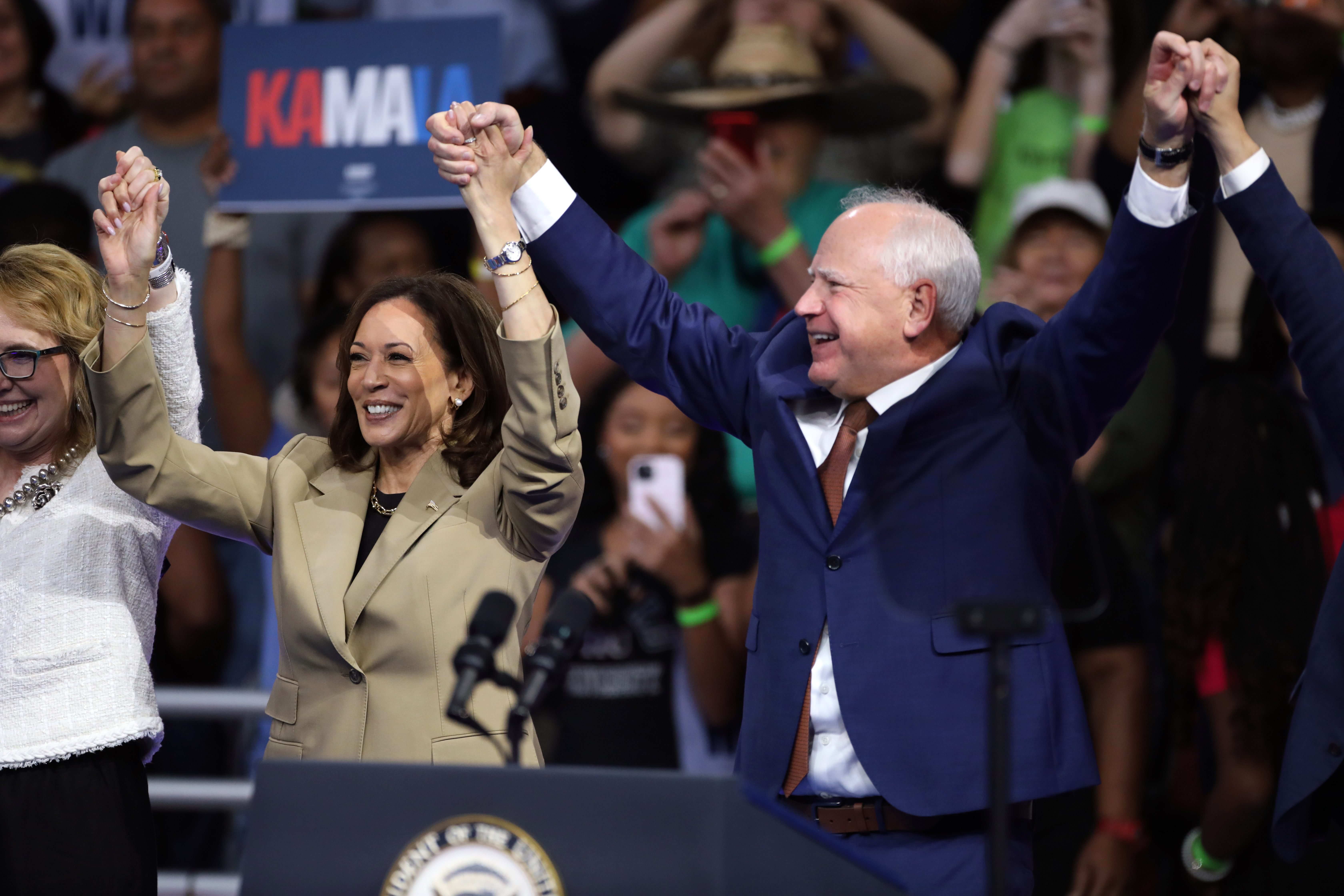
Kamala Harris et Tim Walz durant un meeting à la Desert Diamond Arena (Arizona) le 9 août 2024.
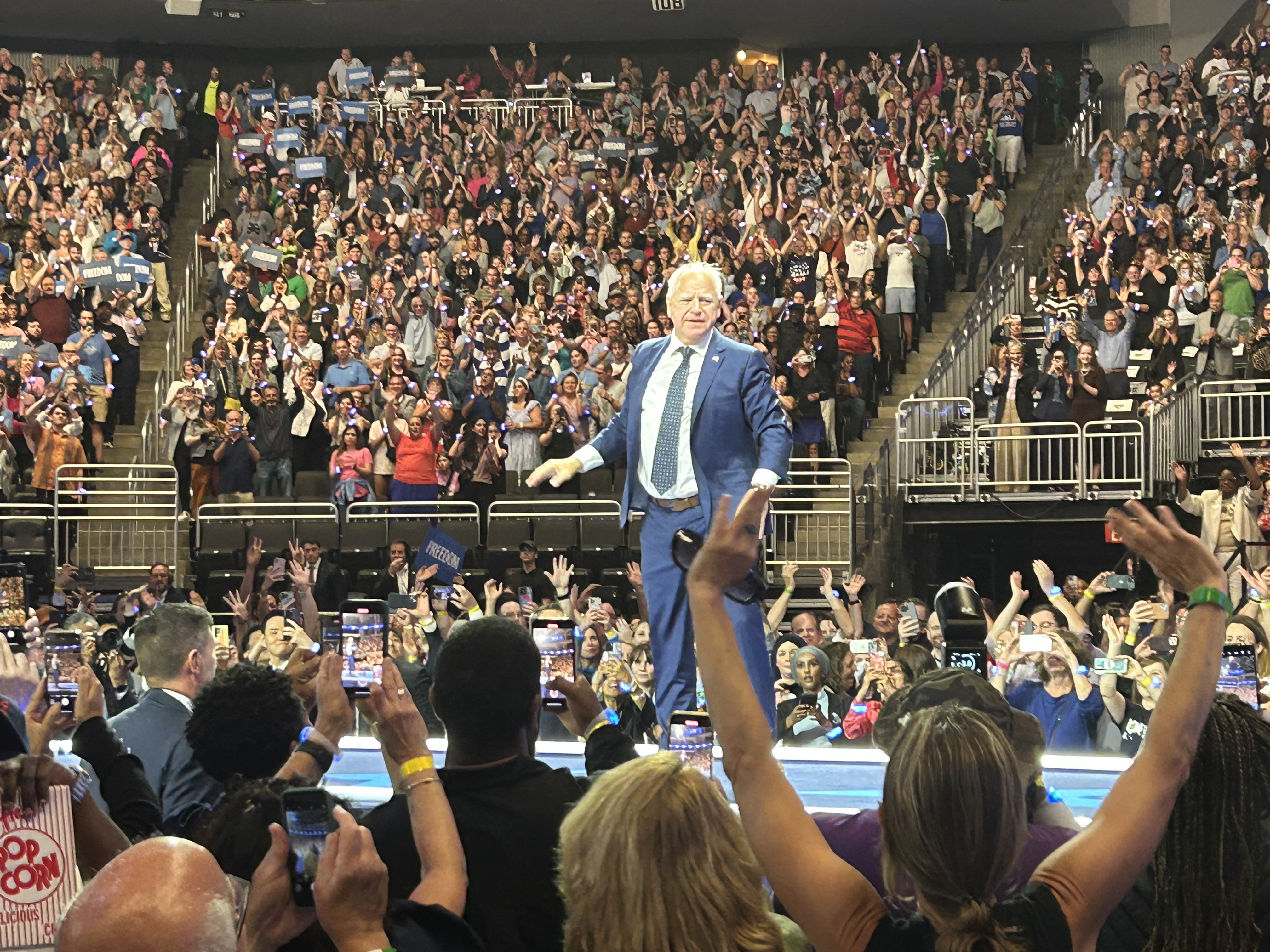
Tim Walz à la Convention nationale démocrate de 2024.

L'élection présidentielle est finalement remporté par les républicains, Donald Trump retrouvant la présidence du pays en remportant largement le collège électoral et s'imposant au vote populaire, une première pour un candidat républicain depuis 2004.

## Positions politiques
Durant son mandat de représentant, Tim Walz est considéré comme un démocrate modéré. Durant son deuxième mandat de gouverneur, il mène cependant une politique plus à gauche, mettant en œuvre de nombreuses politiques progressistes,.
Lui-même chasseur, Tim Walz se montre favorable aux armes à feu à la Chambre des représentants, recevant un « A » de la National Rifle Association of America (NRA) en 2016. Après la fusillade de Parkland en 2018, il soutient une interdiction des fusils d'assaut. Il perd alors le soutien de la NRA qui le classe depuis en « F ».
Sur les questions de société, il est un défenseur du droit à l'avortement et est considéré comme un allié des personnes LGBT, s'engageant par exemple dès 2006 en faveur du mariage des couples de même sexe.
En matière d'environnement, il est l'un des rares élus démocrates à voter en faveur de l'oléoduc Keystone en 2014 et 2015.

## Synthèse des résultats électoraux
| Élection                  | Année | Circonscription | Tim Walz  | Tim Walz | Tim Walz | Tim Walz       | Principal concurrent | Principal concurrent | Principal concurrent | Principal concurrent | Principal concurrent |
| Élection                  | Année | Circonscription | Parti     | Parti    | Voix     | %              | Parti                | Parti                | Candidat             | Voix                 | %                    |
| ------------------------- | ----- | --------------- | --------- | -------- | -------- | -------------- | -------------------- | -------------------- | -------------------- | -------------------- | -------------------- |
| Chambre des représentants | 2006  | MN-01           |           | DFL      | 141 556  | 52,74          |                      | REP                  | Gil Gutknecht        | 126 486              | 47,12                |
| Chambre des représentants | 2008  | MN-01           | 207 753   | DFL      | 62,50    | Brian J. Davis | 109 453              | REP                  | 32,93                |                      |                      |
| Chambre des représentants | 2010  | MN-01           | 122 365   | DFL      | 49,34    | Randy Demmer   | 109 242              | REP                  | 44,05                |                      |                      |
| Chambre des représentants | 2012  | MN-01           | 193 211   | DFL      | 57,52    | Allen Quist    | 142 164              | REP                  | 42,33                |                      |                      |
| Chambre des représentants | 2014  | MN-01           | 122 851   | DFL      | 54,19    | Jim Hagedorn   | 103 536              | REP                  | 45,67                |                      |                      |
| Chambre des représentants | 2016  | MN-01           | 169 074   | DFL      | 50,34    | Jim Hagedorn   | 166 526              | REP                  | 49,58                |                      |                      |
| Gouverneur                | 2018  | Minnesota       | 1 393 096 | DFL      | 53,84    | Jeff Johnson   | 1 097 705            | REP                  | 42,43                |                      |                      |
| Gouverneur                | 2022  | Minnesota       | 1 312 349 | DFL      | 52,27    | Scott Jensen   | 1 119 941            | REP                  | 44,61                |                      |                      |